# Cléopâtre Séléné II
Pour les articles homonymes, voir Cléopâtre et Cléopâtre Séléné.
Cléopâtre Séléné II, parfois appelée Cléopâtre VIII, née le 25 décembre 40 avant notre ère et morte vers 5 de notre ère, est la fille de Cléopâtre VII et de Marc Antoine et la sœur jumelle d'Alexandre Hélios. 
Elle est, avec Juba II, souveraine de Maurétanie et s'établit à Césarée de Maurétanie (actuelle Cherchell en Algérie) où elle meurt vers l'an 5. Elle est enterrée dans le mausolée royal de Maurétanie, à proximité de la ville de Tipaza.

## Généalogie
Princesse du royaume lagide d'Égypte, jumelle d'Alexandre Hélios, elle est née le 25 décembre 40 avant notre ère.
Sa mère Cléopâtre VII, grâce à sa politique d'alliance avec Marc Antoine, reconstitue une vaste zone d'influence en Méditerranée. Ils déclarent ainsi Cléopâtre Séléné reine de Cyrénaïque à l'automne 34 avant notre ère, ce qui sera l'une des raisons du conflit ouvert entre Rome et Alexandrie qui aboutit en 30 avant notre ère à la défaite du parti égyptien et à la chute de la dynastie lagide. L'Égypte est annexée par Octave, et Cléopâtre, à peine âgée de dix ans, part en exil à Rome, confiée à l'éducation d'Octavie, la sœur du vainqueur et épouse du vaincu.
En 20 avant notre ère, âgée de 19 ans, elle est donnée en mariage à Juba II, âgé de 28 ans, qui est nommé roi de Maurétanie par Octave devenu Auguste, premier empereur romain.

## Règne
Reine de Maurétanie, Cléopâtre Séléné exerce alors une certaine influence sur la politique de Juba II notamment en ce qui concerne les arts, les lettres et l'architecture, faisant de leur capitale Césarée, l'actuelle Cherchell en Algérie, une vaste cité prospère et dotée de monuments dignes des grandes capitales du monde antique d'alors.
Grâce à son influence, le royaume de Maurétanie (qui recouvre l'Algérie et une partie de l'actuel Maroc) prospère par son commerce d'échange dans l'ensemble de la Méditerranée. Sous son règne, Césarée atteint son apogée, grâce en particulier à la production et au commerce de la pourpre et du garum. Des constructions monumentales s'y développent largement, révélant une architecture parée de sculptures et d'un style influencé par l’Égypte pharaonique et gréco-romaine.
La date de sa mort est incertaine. Certains spécialistes proposent l'an 5 de notre ère. Ceci est basé sur l'hypothèse du remariage de Juba II à Glaphyra en l'an 7, ce qui indique qu'il était veuf à l'époque, car Juba II, étant un citoyen romain, était tenu d'être monogame en droit romain.
La date exacte provient du poète grec Crinagoras (Anthologia Palatina), qui décrit « un assombrissement de la lune à sa mort ». On pense qu'il fait référence à une éclipse lunaire qui aurait eu lieu le 23 mars 5 avant notre ère. D'autres avancent, pour des raisons similaires, la date de l'an 5 ou 6 de notre ère, comme B. Chanler, qui fait valoir que Ptolémée commence à apparaître avec son père sur des pièces de monnaie datées de l'an 5 et suppose que c'est parce que Juba II souhaitait insister sur la continuité dynastique immédiatement après la mort de Cléopâtre. M. Coltelloni-Trannoy avance le même argument et note également la disparition de toutes les images liées à Cléopâtre Séléné II sur ces pièces à cette date. Cette hypothèse semble la plus probable étant donné les dates de naissance données aux enfants de Cléopâtre Séléné dont Drusilla née en 5 av. J.-C. et surtout son fils Ptolémée qui est connu pour être né en 1 av. J.-C.
Zénobie, reine de Palmyre, retrace son ascendance jusqu'à eux.

## Sépulture
Cléopâtre Séléné est enterrée avec son époux Juba II dans une tombe monumentale appelée le « tombeau de la Chrétienne ». Certains commentateurs estiment que cette dénomination viendrait des croix qui ont été gravées ultérieurement sur les fausses-portes du monument. Toutefois, l'identité de tous ceux qui ont été enterrés dans ce mausolée n'est pas connue.
Une autre hypothèse sur l'appellation « tombeau de la Chrétienne » est avancée. Il s'agirait d'une déformation de l'appellation en langue des habitants de la région (un mélange de langue arabe et tamazight) qui nomment cette sépulture « Kbar el Roumiya » : Kbar  (قبر) qui est le tombeau. Quant au terme El Roumiya (الرومية) il a deux significations : la signification dite actuelle (XIXe et XXe siècles) du terme est la chrétienne. Par ailleurs, auparavant, ce terme signifie la Romaine. Donc, il s'agirait du « tombeau de la Romaine », ce qui est fort probable étant donné les origines de la reine Cléopâtre Séléné.[réf. nécessaire]
Situé près de Tipaza en Algérie à une soixantaine de kilomètres à l'ouest d'Alger, le tombeau royal s'inspire de l'architecture funéraire hellénistique héritée d'Alexandrie, ainsi que de celle des tombeaux royaux classiques de l'époque tels qu'on pouvait en voir à Rome.
Édifié sur plan circulaire, il est constitué d'un tambour massif et monumental orné de soixante demi-colonnes d'ordre ionique et coiffé d'un tumulus en maçonnerie qui, initialement, devait soit être planté d'arbres, soit orné de statues et autres éléments architecturaux disparus depuis longtemps.
Le tombeau possède quatre portes monumentales disposées aux quatre points cardinaux, dont trois fausses-portes et une seule donnant réellement accès à la galerie interne. Cette dernière adopte un plan également circulaire avant de bifurquer vers les appartements funéraires constitués d'une antichambre et du caveau royal dans lequel devaient se trouver les sarcophages de Cléopâtre et de son époux.